# Kornay Mariann
Kornay Mariann (Szenes Ivánné) (Budapest, 1930. január 14. – Budapest, 2004. május 24.) magyar színésznő, konferanszié.

## Életpályája
Tanulmányait Rózsahegyi Kálmán színiiskolájában végezte el. Latabár Kálmán és Feleki Kamill színészektől tanulta a legtöbbet. 1945–1946 között az Új Színház tagja volt. 1945–1948 között a Fővárosi Operettszínház színésze volt. Itt Darvas Szilárd, Királyhegyi Pál és Nádasi László voltak partnerei. 1946-ban Vaszary Gábor darabjában volt látható. 1951–1954 között a Magyar Néphadsereg Színháza foglalkoztatta. 1962-ben Pozsonyban, 1966-ban Bécsben, valamint 1968-ban Berlinben a komikusok versenyén is szerepelt.
Fellépései voltak még az Erkel Színházban, a Bartók teremben, a Kamara Varietében és a Játékszínben.

### Magánélete
1954-ben házasságot kötött Szenes Iván (1924–2010) dalszövegíróval. Egy lányuk született: Szenes Andrea (1962).

### Emlékezete

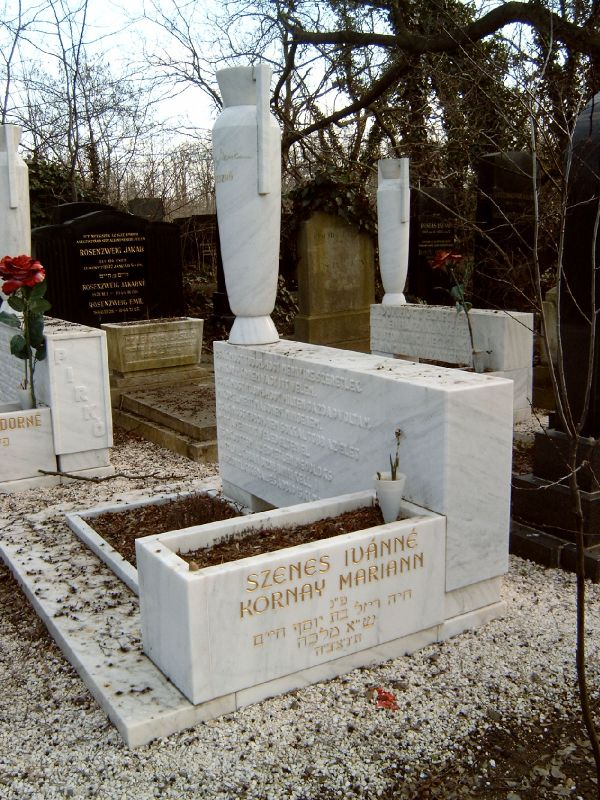
Kornay Mariann színész, konferanszié sírja Budapesten. Kozma utcai izraelita temető: 15-1-48

A Kozma utcai izraelita temetőben nyugszik (15-1-48).
Végakaratának megfelelően 2006-ban alapítványt hoztak létre a könnyűzenei műfajban kiemelkedő teljesítményt nyújtó művészeknek (Kornay Mariann Művészeti Díj).

## Színházi szerepei

### Kornai Mariannként
- Miljutyin: Szibériai rapszódia....Fiatal lány
- Fejér István: Egy marék boldogság....Jella
- Tardos Péter: Autóstop....Lenke
- Csizmarek Mátyás: Susu....Vica
- Rejtő Jenő: Tulipán....Kajlingerné

### Kornay Mariannként
- Kálmán Imre: A Montmartre-i ibolya...Jeanette
- Békeffi István - Stella Adorján: Janika....Újságíró

## Műsorai
- Szenesember
- Egy női napozóban
- Magyar csoda
- Nemcsak a 20 éveseké a világ

## Filmjei
- 7 kérdés a szerelemről (és 3 alkérdés) (1969)
- A három Pestőr (1984)